# 6 Lyncis b
6 Lyncis b est une planète en orbite autour de l'étoile 6 Lyncis, dans la constellation du Lynx à 179 al (54,9 parsecs) du Soleil. Sa période de révolution est d'un peu plus de deux ans et demi à environ deux unités astronomiques de son étoile.